# Бланш Анжуйска
Бланш (Бланка) Анжуйска (на френски: Blanche d'Anjou, * 1250, † 1269 или 1270) е принцеса от неаполитанския клон Анжу-Сицилиански дом на Анжуйската династия.

## Живот
Тя е дъщеря на Карл I Анжуйски, крал на Сицилия, и Беатрис Прованска. През 1266 г. Бланш се омъжва за Роберт III (1249 – 1322) от род Дом Дампиер, граф на Фландрия (1305 – 1322).
Бланш умира през 1269 г. През 1272 г. Роберт се жени за Йоланда Бургундска (* 1247, † 1280), графиня на Невер.

## Деца
- Карл (1266 – 1277), който е обещан на Агнес Бургундска, но умира млад.